# Volker Böhning
Volker Böhning (* 4. Juli 1948 in Bollstedt) ist ein deutscher Agrarwissenschaftler, Jäger und Verwaltungsbeamter. Von 2004 bis 2011 war er Landrat des Landkreises Uecker-Randow.

## Leben
Volker Böhning besuchte die Erweiterte Oberschule in Mühlhausen/Thüringen und studierte von 1969 bis 1973 an der Sektion Tierproduktion/Veterinärmedizin der Humboldt-Universität zu Berlin. Anschließend absolvierte er ein Forschungsstudium der Tierproduktion/Tierzucht an der Wilhelm-Pieck-Universität Rostock, das er 1976 mit der Promotion A abschloss. Danach war er bis 1990 Sekretär des Kooperationsverbandes Schlachtrindproduktion Neubrandenburg. Von 1990 bis 1994 war er Bürgermeister der Gemeinde Ferdinandshof. Anschließend war er bis 2002 leitender Verwaltungsbeamter des Amtes Ferdinandshof.
Der parteilose Volker Böhning war von 1999 bis 2002 Mitglied des Kreistages des Landkreises Uecker-Randow. 2002 wurde er zum Beigeordneten und zweiten Stellvertreter des Landrats gewählt. Vom 1. August 2004 bis zum 3. September 2011 war Volker Böhning Landrat des Landkreises Uecker-Randow, der im Zuge der Kreisreform Mecklenburg-Vorpommern 2011 Teil des neuen Großkreises Vorpommern-Greifswald wurde.
Seit 2002 ist Volker Böhning Präsident des Landesjagdverbandes Mecklenburg-Vorpommern und seit dem 7. Juni 2019, als Nachfolger von Hartwig Fischer, Präsident des Deutschen Jagdverbandes.
Er schied am 16. Juni 2023 aus dem Präsidentenamt.